# Anak Verhoeven
Anak Verhoeven est une grimpeuse belge née le 15 juillet 1996, spécialiste de l’escalade de difficulté.
En 2016, elle remporte la médaille d'argent de l'épreuve de difficulté des Championnats du monde, ce qui lui permet de devenir numéro 1 mondiale.

## Biographie
Entre 2013 et 2018, Verhoeven se consacre à la compétition et concourt sur le circuit international des coupes du monde. En juin 2021, elle annonce son retrait de la compétition et son souhait de se consacrer aux ascensions en falaise, où elle a déjà grimpé des voies cotées 9a et 9a+.
En 2017, elle réalise la première ascension de Sweet Neuf , 9a+, à Pierrot Beach (France). Elle devient alors la première femme à réussir une première ascension dans cette cotation, confirmée plus tard par le grimpeur suisse Cédric Lachat,.
Le 9 mai 2024, Verhoeven a enchaîné La Planta de Shiva, 9b, située à Villanueva del Rosario (Espagne) et devient ainsi la quatrième femme à avoir grimpé une voie cotée 9b.Quelques jours après son ascension, elle annonce avoir réussi cette voie une deuxième fois, sans utiliser de genouillères, afin de respecter la méthode de la première ascension.

## Palmarès

### Championnats du monde
En catégorie junior, Anak Verhoeven remporte la médaille d'or de l'épreuve de difficulté aux Championnats du monde 2015.
En 2016, elle remporte la médaille d'argent en épreuve de difficulté aux Championnats du monde à l'âge de 20 ans.
| Année | Place | Catégorie  | Lieu  |
| ----- | ----- | ---------- | ----- |
| 2016  | 2e    | Difficulté | Paris |

### Championnats d'Europe
En catégorie junior, Anak Verhoeven remporte la médaille d'or de l'épreuve de difficulté des Championnats d'Europe 2014 à Édimbourg puis la médaille d'argent en 2015.

### Coupe du monde
Anak Verhoeven concourt à la Coupe du monde d'escalade dans l'épreuve de difficulté. En 2013, elle termine 9e du classement général. En 2014, elle monte sur le podium lors de quatre épreuves (deux fois deuxième et deux fois troisième) et termine 4e au classement général. En 2015, elle termine dans les trois premières sans parvenir à s'imposer à nouveau à 4 reprises et termine à nouveau 4e au classement général. En 2016, elle remporte sa première compétition à Arco.[réf. nécessaire]
| Année | Date               | Lieu               | Place |
| ----- | ------------------ | ------------------ | ----- |
| 2014  | 20/06/2014         | Haiyang            | 3e    |
| 2014  | 19/07/2014         | Briançon           | 3e    |
| 2014  | 11/10/2014         | Mokpo              | 2e    |
| 2014  | 18/10/2014         | Wujiang            | 2e    |
| 2014  | Classement général | Classement général | 4e    |
| 2015  | 17/07/2015         | Briançon           | 3e    |
| 2015  | 21/08/2015         | Stavanger          | 3e    |
| 2015  | 26/09/2015         | Puurs              | 3e    |
| 2015  | 17/10/2015         | Wujiang            | 2e    |
| 2015  | Classement général | Classement général | 4e    |
| 2016  | 11/07/2016         | Chamonix           | 2e    |
| 2016  | 15/07/2016         | Villars            | 2e    |
| 2016  | 26/08/2016         | Arco               | 1re   |